# 道義經濟

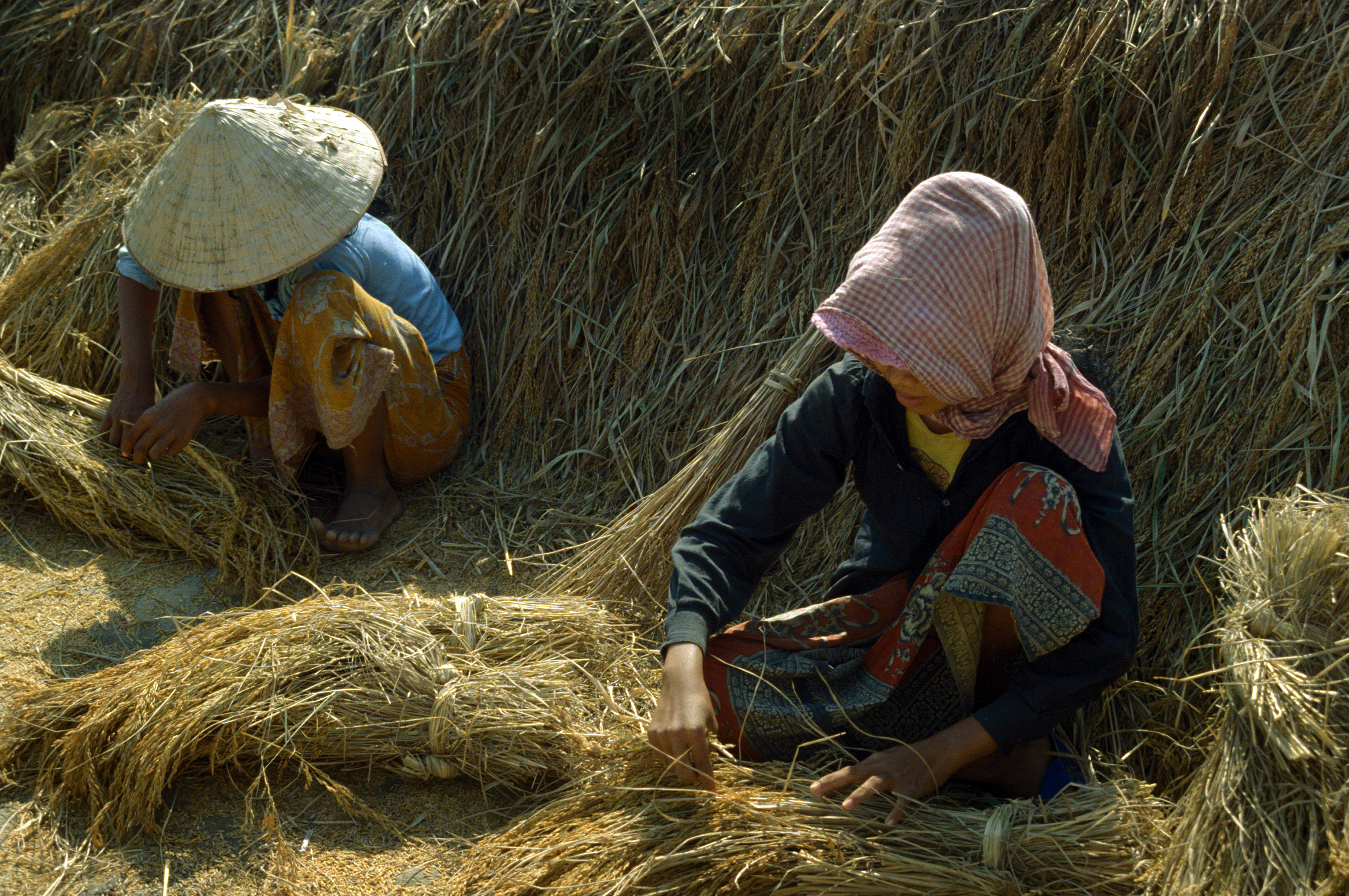
柬埔寨的米農

道義經濟（英語：Moral economy），經濟人類學概念，指傳統社會中農村的經濟模式，當中農民不單追求個人利益最大化，也受道德准則和價值觀所驅使，在避免風險和安全第一的原則下，遵從「互惠性」慣例，並透過各種重新分配的制度，以確保村民的最低生活標準。批評道義經濟論的學者則強調小農是理性的，追求個人利益最大化而往往犧牲村社利益，村落中根本沒有重新分配優惠窮人的制度，所謂「道義經濟」實際上並不存在。

## 論點
道義經濟論具有社會學功能主義的成分，認為社會現象是由規範體系運作產生的:31，最初運用於歐洲民眾運動史研究:62，由爱德华·帕尔默·汤普森加以發展:30。1976年詹姆斯·斯科特出版《農民的道義經濟：東南亞的反叛與生存》，指出小農經濟行為的動機，主要是「避免風險」、「安全第一」，在同一共同體中，尊重人人都有維持生計的基本權利的道德觀念，以及「主客」間的互惠關係:6。書中以水淹沒頸比喻小農的貧困和孤立無援，指出其共同動機是維持生存:81、64。小農在生存線上掙扎，經常受天災人禍折磨，其行為選擇的基准並非利潤最大化，而是不得不設法保障「風險最小化」。從「將最大損失的可能性最小化」這一目的出發，他們選擇的不是能提高平均收入的新耕作法，而是風險小的傳統耕作法。同樣地，與定額租佃制相比，他們更希望選擇分成租佃制。為了能在萬不得已時受到保護，他們甘願與能夠保護他們的強者保持隸屬關係。農民表面上盲從慣例，實際上是在安全第一的原則下作慎重選擇:63。
農村社會的雙重道德原則，是「互惠性的規範和生存的權利」。不應將小農視為在市場上巧取豪奪的個人主義者，應超越僅以利益動機進行的經濟學分析，理解農民的道德價值觀、具體的社會關係和文化:65。農村社會傾向有共同的道義價值觀、著重團結和旨在消除個人生存危機的共同習慣。透過共同的道義價值觀和村社制度，農村社會以合作方式組織起來:30。道義經濟提供集體福利、消除生存危機及確保每個村民的最低生活標準，在其主從關係中，主人有義務在荒年免租、提供短期借貸；村中公地定期在村中家庭之間重新分配；互惠模式、分攤出工和強制性施捨一定程度上重新分配財富，確保最低收入，再加上村內稅收安排有利窮人，保障了窮人的生活需要:34。而小農的集體行動，基本上是防衛性和復原性的，是為了對抗威脅生計的外來壓力，對抗資本主義市場關係以及資本主義國家政權的入侵:6，感到不公平的農民會更容易起義:33。

## 爭議
道義經濟學者與反對者觀點的分歧在於，農民主要受共同的村社價值觀驅使，還是僅為自身利益:31；在風險回避和利潤追求之間，何者更受農民重視:64；以及農村內的再分配機制，是否有利窮人:69。
1979年波普金（Samuel L. Popkin）出版《理性的小農》，闡釋19世紀中期以來越南農村的政治經濟，從經驗和理論上全面批判道義經濟論。波普金認為農民是理性的，主要受個人利益驅使:35、31，使個人或家庭福利最大化，而不是受群體利益或道義價值觀所驅使。既然小農是理性決策者，經濟學的分析工具可以應用於分析小農行為。理性的農民不惜犧牲村莊或共同體利益，來爭取個人福利:35、30。他批評道義經濟論中村落運作能保障全體村民生存的說法，認為此說忽略了人人都謀求以最小的代價來獲取最大的利益，在公共事業上「搭便車」而坐享其成，不會跟村落的公共事業積極合作:65（例如水利工程、防禦老虎的措施）。道義經濟論高估了農村社會的團結一致及互助制度，農村社會內部並不平等，合作方案有種種困難，大大削弱了村社制度的穩定性，也難以達致生存保障:36、31。波普金指出，道德准則和價值觀不能完滿解釋農村社會模式，准則往往被行動者操縱，讓人為自私自利的要求提出傳統的理由，例如窮人可以採用公認的准則「每個村民都有權生存」，要求稅收應累進地分擔，而富戶則可將其解釋為，只有孤兒寡婦可以得到贍養:38-39。